# Line (pigenavn)
 For alternative betydninger, se Line. (Se også artikler, som begynder med Line)
Line (svensk: Lina) er et traditionelt pigenavn, som bliver brugt meget i de nordiske lande. Etymologisk set udspringer Line fra navnet Karoline (staves også "Caroline"), som er den kvindelige form af Karl (hvis latiniserede form er Carolus).
Line kan også komme fra navne som Nicoline eller Pauline, men dette ses sjældent.
Line har i sig selv ikke nogen betydning, men Karoline, hvorfra navnet oftest udspringer, betyder "fri" eller "kraftfuld" (ligesom Karl gør).

## Udbredelse
Line begyndte først i starten af 1800-tallet at blive anvendt som alenestående fornavn. 
I de seneste 30 år har det været et meget populært pigenavn i de skandinaviske lande. I Norge var der i 2007 tæt ved 10.000 kvinder med fornavnet Line, mens der i Danmark var tæt ved 17.000.
Lina betyder "palme træ" og fremgår i Koranen i kapitel 59 Al-hashr. Lina bliver brugt som Line i tyrkisk, ligesom Ahmed bliver ændret og brugt som Ahmet.
Den svenske form, Lina, nød en eksplosiv popularitet i Sverige i 1980'erne, delvist på grund af Astrid Lindgrens store succes Emil Fra Lønneberg. Der findes i dag over 16.000 svenske kvinder med navnet Lina.. I Norge har Line navnedag den 20. januar.

## Kendte personer med fornavnet Line
- Line Barfod – Folketingsmedlem fra Enhedslisten
- Line Baun Danielsen – Journalist og nyhedsvært på TV 2
- Line Ernlund – Studievært TV 2 Sporten
- Line Fruensgaard – tidligere dansk håndboldspiller
- Line Knutzon – Prisbelønnet dramatiker og skuespillerinde
- Line Kruse – Skuespillerinde, hovedsageligt kendt fra filmene om Krummerne
- Lina Rafn – Sangerinde i Infernal
- Line Sigvardsen Jensen – dansk fodboldspiller
- Line Jørgensen – dansk håndboldspiller

## Fodnoter
1. ↑  Line på norskenavn.no
2. 1 2  Lina Arkiveret 8. februar 2007 hos  Wayback Machine på svenskanamn.se
3. ↑  Navnestatistik på Statistisk sentralbyrås hjemmeside
4. ↑  Hvor mange hedder... på Danmarks Statistiks hjemmeside
5. ↑  Namnarkivet (Webside ikke længere tilgængelig) på kanalen.org